# Архидиоцез Уппсалы

Герб диоцеза Уппсалы

Расположение диоцеза Уппсалы

Архидиоцез Уппсалы (швед. Uppsala stift, лат. Dioecesis Upsaliensis) — главный диоцез Церкви Швеции, включающий в себя Уппсалу, Евлеборг и часть Стокгольмского лена. В диоцезе 167 приходов объединенных в 85 пасторатов (швед. pastorat), которые в свою очередь образуют 12 контрактов (швед. kontrakt).
В диоцезе Уппсалы два епископа: Антье Якелен — архиепископ, глава Церкви Швеции, епископ Уппсалы, Сигтуны и Энчёпингского контракта и Карин Йоханссон — епископ остальных частей диоцеза.
Кафедральным собором диоцеза является Кафедральный собор Уппсалы.

## Епископы Уппсалы
| Период    | Имя              | Оригинальное имя  | Годы жизни |
| --------- | ---------------- | ----------------- | ---------- |
| 1990—2000 | Турд Харлин      | Tord Harlin       | р. 1935    |
| 2000—2019 | Рагнар Персениус | Ragnar Persenius  | р. 1952    |
| 2019—     | Карин Йоханссон  | Karin Johannesson | р. 1970    |